# Liste der Naturdenkmale in der Samtgemeinde Hattorf am Harz
Die Liste der Naturdenkmale in der Samtgemeinde Hattorf am Harz nennt die Naturdenkmale in der Samtgemeinde Hattorf am Harz im Landkreis Göttingen in Niedersachsen.

## Naturdenkmale
| Bild                          | Bezeichnung                                  | Ort, Lage                                         | Beschreibung                                                            | Schutzzweck                                                                                      | Nummer      |
| ----------------------------- | -------------------------------------------- | ------------------------------------------------- | ----------------------------------------------------------------------- | ------------------------------------------------------------------------------------------------ | ----------- |
| mehr Fotos \| Fotos hochladen | Dorflinde südlich des Kirchturms Elbingerode | Elbingerode (51° 39′ 28,8″ N, 10° 16′ 32,8″ O)    | eine der stärksten Linden im Landkreis, ca. 700 Jahre alte Sommer-Linde | von besonderer Eigenart, Schönheit und in dieser Ausprägung im Landkreis Osterode am Harz selten | ND OHA00009 |
| mehr Fotos \| Fotos hochladen | Spahnberg                                    | Hörden am Harz (51° 40′ 24,6″ N, 10° 16′ 56,5″ O) |                                                                         |                                                                                                  | ND OHA00023 |
| mehr Fotos \| Fotos hochladen | Lößwand an der Sieber bei Hattorf            | Hattorf am Harz (51° 39′ 6,8″ N, 10° 15′ 30,4″ O) |                                                                         |                                                                                                  | ND OHA00024 |

## Hinweis
Die Naturdenkmale in dieser Liste wurden so vom ehemaligen Landkreis Osterode am Harz verordnet.